# 孟一脉
孟一脉（1536年—1619年），字嗣孔，號连洙，山東兗州府東平州東阿縣人，軍籍，明朝政治人物，官至南贛巡撫。

## 生平
隆庆元年（1567年）丁卯科山東鄉試第十四名舉人，隆慶五年（1571年）辛未科進士。兵部觀政，授山西平遥县知县。萬曆五年（1577年）七月升任南京陕西道監察御史。万历六年（1578年）五月因上书请召直臣傅应祯、鄒元標、艾穆、沈思孝诸臣回京，削职为民。
万历十一年（1583年）复职，十一月又因上书“减宫女，开言路，重教化，禁淫侈，习战守”，贬为建昌府推官。丁外艰，复除庆阳府推官，十六年升户部主事，十七年补尚宝司丞，十九年五月升南京通政司右參議，两次會推應天府丞，皆不用。二十二年四月迁南京右通政，二十五年七月因病请休归故乡。
万历四十一年（1613年）起為右佥都御史，巡抚南赣。四十四年正月以病辞归，四十七年十一月卒，年84。《明史》有傳。

## 家族
曾祖父孟祥；祖父孟繼文；父孟存義，母張氏。严侍下。弟一传、一支、孟一心（贡士）、一魁。

## 延伸阅读
[在维基数据编辑]
 《明史卷二百三十五》，出自《明史》